# Riccardo Guarneri
Riccardo Guarneri (Firenze, 12 settembre 1933) è un pittore italiano.

## Biografia
Contemporaneamente ad un'attività musicale, inizia a dipingere nel 1953. I suoi primi studi sull'astratto si collocano nell'area informale. La prima mostra personale è a l'Aia nel 1960. Nel 1962 comincia ad interessarsi al colore in quanto luce, alla grafia come pittura ed ai problemi inerenti alla percezione visuale. Da questo momento in poi, segno, luce e colore si identificano. Nascono i primi quadri chiarissimi in cui lo spazio viene scandito da variazioni luminose e le cui superfici sono trattate prevalentemente a matita. Questi quadri vengono esposti per la prima volta nel 1963 nella personale a “La Strozzina” di Palazzo Strozzi. Dal 1964/65 in poi il lavoro di Guarneri acquista una struttura più rigorosa e geometrica.
È cofondatore del gruppo Tempo 3, assieme a Giancarlo Bargoni, Attilio Carreri, Arnaldo Esposto e Gianni Stirone, che si proponeva come il terzo tempo della pittura astratta dopo l'astrattismo geometrico e l'informale. Le sue opere si collocano negli ambiti della pittura aniconica e della pittura analitica i cui artefici sono Enzo Cacciola, Claudio Olivieri, Pino Pinelli, Giorgio Griffa, Claudio Verna, Marco Gastini, Carmengloria Morales, Elio Marchegiani, Gianfranco Zappettini, Paolo Cotani. Espone alla Biennale di Venezia e alla “Weiss auf Weiss” della Künsthalle a Berna nel 1966, alla Biennale di Parigi nel 1967 e alla Quadriennale di Roma nel 1973.
Ottiene l'incarico d'insegnamento presso l'Istituto Statale d'Arte di Firenze e l'anno successivo presso il Corso Superiore di Disegno Industriale. Partecipa alle rassegne europee di Nuova Pittura. Negli anni settanta tiene un corso di insegnamento all'Università Internazionale dell'Arte di Firenze.
Nel 1977 ottiene la cattedra di Pittura presso l'Accademia di Belle Arti di Carrara e successivamente presso le Accademie di Bari, Venezia e Firenze fino al 2003.
Più volte premiato, sue opere si trovano e sono state esposte presso vari Musei d'Arte Contemporanea in Italia e all'estero. 
Nel 2004, presso la Galleria d’Arte Moderna di Palazzo Pitti a Firenze, si tiene la mostra antologica Contrappunto luce. Con l’occasione viene edito un catalogo con saggi critici di Giovanna Uzzani e Maria Grazia Messina, dichiarazioni dell’artista e un’antologia di scritti critici, a tutt’oggi testo di riferimento per l’opera di Guarneri. 
Nel 2017, a distanza di mezzo secolo dalla sua prima partecipazione, viene invitato da Christine Macel ad esporre alla 57ª Biennale di Venezia. 
Nel 2019 il Museo del Novecento di Milano inserisce un’opera di Guarneri nell’ambito della riorganizzazione del museo, inaugurando un nuovo itinerario espositivo. Il Museo del Novecento di Firenze, invece, gli dedica una mostra personale. 
Nel 2021 quattro sue opere entrano a far parte della collezione permanente del Centre Pompidou di Parigi.

## Alcune mostre
Personali
- 1960 - Galerie de Posthoorn, L'Aia
- 1961 - Galleria l'Indiano, Firenze (con C. Verna)
- 1962 - Galleria S. Matteo, Genova
- 1963 - La Strozzina, Palazzo Strozzi, Firenze
- 1963 - Galleria Il Cenobio, Milano (con P. Masi)
- 1964 - Galleria Gritti, Venezia
- 1965 - Galleria Il Bilico, Roma
- 1966 - Galleria Il Paladino, Palermo
- 1967 - Galleria La Carabaga, Genova
- 1967 - Galleria 3A, Lecce
- 1968 - Studio d'Informazione Estetica, Torino
- 1969 - Galleria Flori, Firenze
- 1970 - Centro La Comune, Brescia
- 1971 - Galleria S. Chiara, Brescia
- 1972 - Galleria Peccolo, Livorno
- 1972 - Galleria La Polena, Genova
- 1972 - Westfälischer Kunstverein, Münster
- 1972 - Galleria Morone 6, Milano
- 1972 - Galleria Loehr, Francoforte
- 1972 - Galleria Il Fiore, Firenze
- 1972 - Studio 3B, Bolzano
- 1973 - Galleria del Cavallino, Venezia
- 1974 - Studio La Città, Verona
- 1974 - Centro d'Arte Santelmo, Salò
- 1974 - Biblioteca Comunale, Castello dei Conti Guidi, Vinci
- 1974 - Galerie December, Münster
- 1974 - Galleria La Piramide, Firenze
- 1974 - Galleria Morone 6, Milano
- 1975 - Galleria Bologna Due, Bologna
- 1975 - Galleria Method, Bergamo
- 1976 - Galerie December, Düsseldorf
- 1976 - Galleria La Polena, Genova
- 1976 - Galleria Il Sole, Bolzano
- 1977 - Galleria Milione-Grafica, Milano
- 1977 - Galleria Parametro, Roma
- 1978 - Galerie Artline, L'Aia
- 1978 - Galleria La Piramide, Firenze
- 1980 - Galleria Ferrari, Verona
- 1980 - Galleria Morone 6, Milano
- 1982 - Galleria Morone 6, Milano
- 1984 - Galleria Mèta, Bolzano
- 1987 - Studio Leonardi, Genova
- 1989 - Galleria Il Ponte, Firenze
- 1990 - Galleria Morone 6, Milano
- 1991 - Pinacoteca Comunale – Loggetta Lombardesca, Ravenna
- 1991 - Kunstverein Haus im Park, Emmerich
- 1991 - Galleria La Polena, Genova
- 1992 - Galleria Nuova Figurazione, Ragusa
- 1994 - Salone Villa Romana, Firenze (con C. Verna)
- 1995 - Studio Leonardi Video-Idea, Genova
- 1999 - Arte Studio Invernizzi, Milano
- 2000 - Salone Villa Romana, Firenze
- 2001 - Galleria Giraldi, Livorno
- 2003 - Galleria Comunale d'Arte Contemporanea "ai Molini", Portogruaro
- 2004 - Sale del Fiorino, Galleria d'Arte Moderna, Palazzo Pitti, Firenze
- 2007 - "Trasparenze di luce" Galleria Varart, Firenze
- 2007 - Galleria Artesilva, Seregno (Milano)
- 2008 - Galleria Giraldi - Forte Belvedere, Firenze
- 2009 - Antiche Stanze di Santa Caterina, Prato
- 2009 - Galleria Artestudio, Milano
- 2010 - Kunstverein Oberwallis Stockalperschloss, Brig
- 2011 - Libreria Ferrarin, Legnago
- 2015 - Galerie 21, Livorno
- 2015 - Galleria del Milione, Milano
- 2015 - Galleria Antonio Battaglia, Milano
- 2015 - Galleria Clivio, Parma
- 2015 - Galleria Clivio, Milano
- 2015 - Rosai-Ugolini Modern, New York
- 2016 - Galleria Michela Rizzo, Venezia
- 2016 - Galleria Progetto ELM, Milano
- 2017 - Palazzo Frisacco, Tolmezzo, (con Katzutomi Horiki)
- 2017 - Artissima, Torino (con Galleria Progetto ELM)
- 2018 - Galleria Rosenfeld-Porcini, Londra
- 2018 - MAAC – Museo Archeologico e di Arte Contemporanea, Ceglie Messapica
- 2019 - Museo Novecento, Firenze
- 2019 - Galleria Giraldi, Livorno
- 2020 - Galleria Rosenfeld, Londra, (con Qingzhen Han)
- 2020 - Galleria L'Incontro, (carte), Chiari
- 2022 - Galleria FerrarinArte, Legnago, (con Giorgio Griffa)

Collettive
- 1959 - "Arte Actual" (mostra itinerante), Spagna.
- 1960 - "Abstracte Italiensee Kunst", Ostenda.
- 1960 - "Modern Paintings of Italy", Rose Marie Gallerie, Taipei.
- 1962 - "VII Premio Termoli", Termoli.
- 1962 - "XIII Premio del Fiorino", Firenze.
- 1963 - "XIV Premio del Fiorino", Firenze.
- 1963 - "Arte e comunicazione", Forte Belvedere, Firenze.
- 1963 - "Tempo 3", Venezia.
- 1963 - "Italian Painters", Pittsburg.
- 1964 - "Mostra del Museo d'Arte Contemporanea", Genova.
- 1965 - "La critica e la Giovane Pittura Oggi", Verona.
- 1966 - "Bianco + bianco", Galleria dell'Obelisco, Roma.
- 1966 - XXXIII Biennale di Venezia, Venezia.
- 1966 - "Weiss auf Weiss", Kunsthalle, Berna.
- 1967 - "Nuova Tendenza/Arte Programmata Italiana", Modena.
- 1967 - "Peinture Italenne Contemporaine", Parigi.
- 1967 - V Biennale di Parigi, Musée d'Art Moderne, Parigi.
- 1968 - "Klubu konkretistu", Praga, Jihlava.
- 1969 - "XIX Premio del Fiorino", Firenze.
- 1969 - "Italian Art Today", Galleria Roma, Chicago.
- 1970 - "Twenty leading european artists", Limited Gallery, New York.
- 1971 - "Arte Concreta", Westfälischer Kunstverein Landesmuseum, Münster.
- 1971 - "Arte Concreta", Deutscher Ring, Amburgo.
- 1972 - "Proposta a Quattro (Battaglia, Guarneri, Olivieri, Verna)", Galleria del Milione, Milano.
- 1973 - X Quadriennale d'Arte, Roma.
- 1973 - "Fare pittura, Palazzo Sturm, Bassano del Grappa.
- 1973 - "Nuova Pittura", Palazzo dei Diamanti, Ferrara.
- 1973 - "I.KI. 73", Dusseldorf.
- 1974 - XXVIII Biennale d'Arte, Palazzo della Permanente, Milano.
- 1974 - "Geplante Malerei", Westfälischer Kunstverein, Münster.
- 1975 - "R. Guarneri, C. Olivieri, C. Verna"/", Annely Juda Fine Art, Londra.
- 1975 - "La Peinture Italienne aujourd'hui", Galerie Espace, Montreal; Galerie Daniel Templon, Parigi.
- 1975 - "Concerning painting...", Museum Van Bommel-Van Dam, Venlo; Stedelijk Museum, Schiedam; Hedendaagse Kunst, Utrecht.
- 1975 - "Pittura Analitica", Galleria La Torre, Melzo.
- 1976 - "Europa-America. L'astrazione determinata 1960-1976", Galleria d'Arte Moderna, Bologna.
- 1976 - "I colori della pittura. Una situazione europea", Istituto Italo-Latino Americano, Roma; Galleria del Milione, Milano.
- 1977 - "Percezione/Analisi", Galleria Il Centro, Napoli.
- 1977 - "Bilder ohne Bilder", Rheinisches Landesmuseum, Bonn.
- 1977 - "03.23.03", National Gallery, Ottawa.
- 1978 - "The Museum of Drawers", Kunsthaus, Zurigo; Los Angeles Institute of Contemporary Art, Los Angeles; The Israel Museum, Gerusalemme.
- 1979 - "Tempo 3", Palazzo Reale, Genova.
- 1979 - "Das Schubladenmuseum", Kunstmuseum, Berna.
- 1979 - "Ab ovo", Sala d'Arme di Palazzo Vecchio, Firenze.
- 1979 - "Arte Italiana Oggi",, Salon Lutetia, Parigi.
- 1979 - "Begiegnung mit Italien", Johanniterhalle, Schwäbisch Hall Museum und 5 Galerieen, Den Haag.
- 1980 - "Nuova pittura ed altre pitture", Museo progressivo d'arte contemporanea, Livorno.
- 1981 - "150 Jarhre", Westfälischer Kunstverein, Münster.
- 1981 - "3 Jaar Artline", Den Haag.
- 1981 - "Avantgarden-Retrospektiv (Kunst nach 1945)", Westfälischer Kunstverein, Münster.
- 1981 - "Linee della ricerca artistica in Italia 1960-1980", Palazzo delle Esposizioni, Roma.
- 1982 - New acquisition, Guggenheim Museum, New York.
- 1983 - "Il segno della pittura e della scultura", Palazzo della Permanente, Milano.
- 1984 - "Gabinetto della grafica “Giorgio Morandi", Galleria d'Arte Moderna, Bologna.
- 1985 - "Arte italiana degli anni Sessanta nelle collezioni della Galleria Civica d'Arte Moderna", Museo Sperimentale, Torino.
- 1986 - "L'Astrazione Italiana", Contemporary Art, Philadelphia.
- 1986 - XI Quadriennale d'arte "Emergenze dell'arte italiana", Palazzo dei Congressi, Roma.
- 1986 - "Firenze per l'arte contemporanea", Forte Belvedere, Firenze.
- 1987 - "Arte italiana degli anni '60", Villa Croce, Genova.
- 1988 - "Astratta. Secessioni astratte in Italia dal dopoguerra al 1990", Galleria Civica, Verona.
- 1988 - "Astratta", Palazzo della Permanente, Milano.
- 1989 - "Firenze anni sessanta", Galleria Il Ponte, Firenze.
- 1989 - "Arte e ambiente", Museo Centrale del Risorgimento, Roma.
- 1991 - "Presenze delle avanguardie a Firenze dal '47 ad oggi", Centro d'Arte Spaziotempo, Firenze.
- 1992 - "Attualissima", Fortezza da Basso, Firenze.
- 1993 - "Momenti dell'astrazione italiana", Galleria Arcadia Nuova, Milano.
- 1993 - "Proposta d'Arte contemporanea", Fortezza da Basso, Firenze.
- 1994 - XXXII Biennale Nazionale d'Arte Città di Milano, Palazzo della Permanente, Milano.
- 1995 - "Figure della Pittura. Arte in Italia 1956-1968", Museo Civico di Conegliano Veneto e Centro d'Arte Spaziotempo, Firenze.
- 1996 - "Cinque pittori per l'Europa", Centro d'Arte Spaziotempo, Firenze.
- 1996 - "Della Leggerezza" (mostra itinerante) Palazzo dei Priori, Volterra; Palazzo Comunale, Lucca; La Filanda di Forno, Massa.
- 1996 - "Ama l'Arte", Castello di Ama, Gaiole in Chianti.
- 1997 - "Gefühle der Konstruktion, Künstler in Itelien seit 1945", Museum Rabalderhaus, Schwaz.
- 1997 - "Die andere Richtung der Kunst. Abstrakte Kunst Italiens '60-'90", Du Montkunsthalle, Colonia.
- 1997 - "Cenobio e nuova scrittura", Stadt Museum Galerie, Wolfsburg.
- 1998 - "Palazzo Sarcinelli 1988-1998. Una donazione per un nuovo museo", Palazzo Sarcinelli, Conegliano Veneto.
- 1999 - "Informale. Firenze anni '50", Spaziotempo, Firenze.
- 2000 - "Nuova pittura e oltre", Fondazione Calderara, Vacciago di Ameno (NO).
- 2001 - "Dal premio alla Pinacoteca", Galleria Civica d'Arte Contemporanea, Lissone.
- 2001 - "Verticale-orizzontale", Sala Napoleonica, Brera, Milano.
- 2002 - "Continuità. Arte in Toscana 1945-2000", Palazzo Strozzi, Firenze.
- 2003 - "Fiamma Vigo e Numero", Archivio di Stato, Firenze.
- 2003 - "Pittura di luce – Nuova Pittura", X Esposizione Nazionale, Gala di Barcellona.
- 2003 - "La pittura 1968-1980", Galleria Morone, Milano.
- 2004 - "L'incanto della pittura", Casa del Mantegna, Mantova.
- 2005 - "Pittura / Pittura e Astrazione analitica", Istituto Italiano di Cultura, Praga.
- 2006 - "Then and now", Istituto Italiano di Cultura, Londra.
- 2007 - "Pittura Analitica. I percorsi italiani 1970-1980", Museo della Permanente, Milano.
- 2008 - "Pittura aniconica (1986-2007)", Casa del Mantegna, Mantova.
- 2008 - "Viaggio in Italia", Neue Galerie - Landesmuseum Johanneum, Graz.
- 2008 - "Una certa idea della Pittura", Palazzo Trentin, Trento.
- 2009 - "Pensare Pittura", Museo di Villa Croce, Genova.
- 2009 - "Struttura-Pittura", Museo Comunale d'Arte Moderna, Senigallia.
- 2009 - "Le superfici opache della pittura analitica", Fondazione Zappettini, Chiavari (GE).
- 2009 - "Un sogno in riva all'Adriatico", Rassegna storica Premio Michetti, Francavilla al Mare.
- 2010 - "Il Grande Gioco-Forme d'Arte in Italia 1947/1989", Rotonda della Besana, Milano.
- 2010 - "La collezione Bellora al MART", Museo di Trento e Rovereto.
- 2011 - "Percorsi riscoperti dell'Arte Italiana - Vaf-Stiftung 1947-2010", MART, Trento e Rovereto.
- 2011 - "Attualità Analitiche – presenze italo-francesi dagli anni settanta", Cavana Arte Contemporanea, La Spezia.
- 2012 - "La Magnifica Ossessione", MART, Trento e Rovereto.
- 2012 - "Le rotte della Pittura", Fondazione Piaggio, Pontedera.
- 2013 - "La linea analitica dell'arte – Pittura Analitica", Valmore Studio d'Arte, Vicenza.
- 2014 - "Vitraria Glass+A Museum", Palazzo Nani Mocenigo, Venezia.
- 2015 - "Un'idea di Pittura-Astrazione Analitica in Italia 1972-1976", Museo d'Arte Moderna e Contemporanea, Casa Cavazzini, Udine.
- 2015 - "Visione Analitica. Percorsi della pittura degli anni Settanta", Villa Brandolini, Pieve di Soligo (TV).
- 2015 - "Cantiere del '900 - Opere dalle collezioni Intesa Sanpaolo", Gallerie d'Italia, Milano.
- 2015 - "Pittura come Pittura", Padiglione delle Arti, Arte TV, Marcon, Venezia.
- 2015 - "Pittura Analitica", Galleria Respublica, Torino.
- 2015 - "Pittura Analitica – ieri e oggi", Galleria Primo Marella, Milano.
- 2015 - "Pittura Analitica – oggi", Galleria Primo Marella, Milano.
- 2015 - "Pittura Analitica", Galleria Primae Noctis, Lugano.
- 2015 - "Arte Moderna e Contemporanea", Galleria Tornabuoni, Firenze.
- 2016 - "Pittura Analitica. Anni '70", Mazzoleni Art, Londra.
- 2016 - "Gli anni della pittura analitica. I protagonisti, le opere, la ricerca", Palazzo della Gran Guardia, Verona.
- 2017 - "LVII Biennale di Venezia", Venezia
- 2018 - "Verticality", Galleria Rosenfeld-Porcini, Londra
- 2019 - "Soglie e limiti", Galleria Michela Rizzo, Venezia
- 2020 - "Arte jeans", Museo di Villa Croce, Genova
- 2021 - "Abitò con sé stesso", Abbazia di Montecassino, Cassino
- 2022 - "Genova Sessanta", Museo di Palazzo Reale, Genova
- 2023 - “Vibrazione Illusione”, Museo Piaggio, Pontedera